# Psusennes III
Psusennes III được nghĩ là một Đại tư tế của Amun tại Thebes trong lịch sử Ai Cập cổ đại. Không có nhiều thông tin chứng thực cho cá nhân này. Nhiều người nghĩ rằng, Psusennes III và Pharaon Psusennes II, vị vua cuối cùng của Vương triều thứ 21, là cùng một người.

## Chứng thực
Nhà Ai Cập học Karl Jansen-Winkeln đã chỉ ra rằng, những danh hiệu mà Pharaon Psusennes II mang được khắc trên tường đền Abydos cho thấy, ông còn tự nhận mình là một Đại tư tế của Amun. Vì vậy, nhiều suy đoán cho rằng, Psusennes III chính là Pharaon Psusennes II, và ông vẫn giữ lòng tôn kính thần Amun sau khi lên ngôi tại Tanis.
Trên một băng vải lanh quấn xác ướp có ghi năm trị vì thứ năm của một vị vua (không đề tên) và tên của một Đại tư tế tên là Psusennes, tức Psusennes III. Chắc chắn rằng, mảnh băng này phải được ghi sau thời trị vì của Pharaon Siamun (người được gán cho thời gian trị vì là 9 năm), vì trên băng vải đó có ghi năm trị vì thứ 17 của vị vua vô danh ở trên, tức là giai đoạn cai trị của Psusennes II; vì vậy, Đại tư tế Psusennes III có lẽ chính là Psusennes II.